# Écouvillonnage nasopharyngé

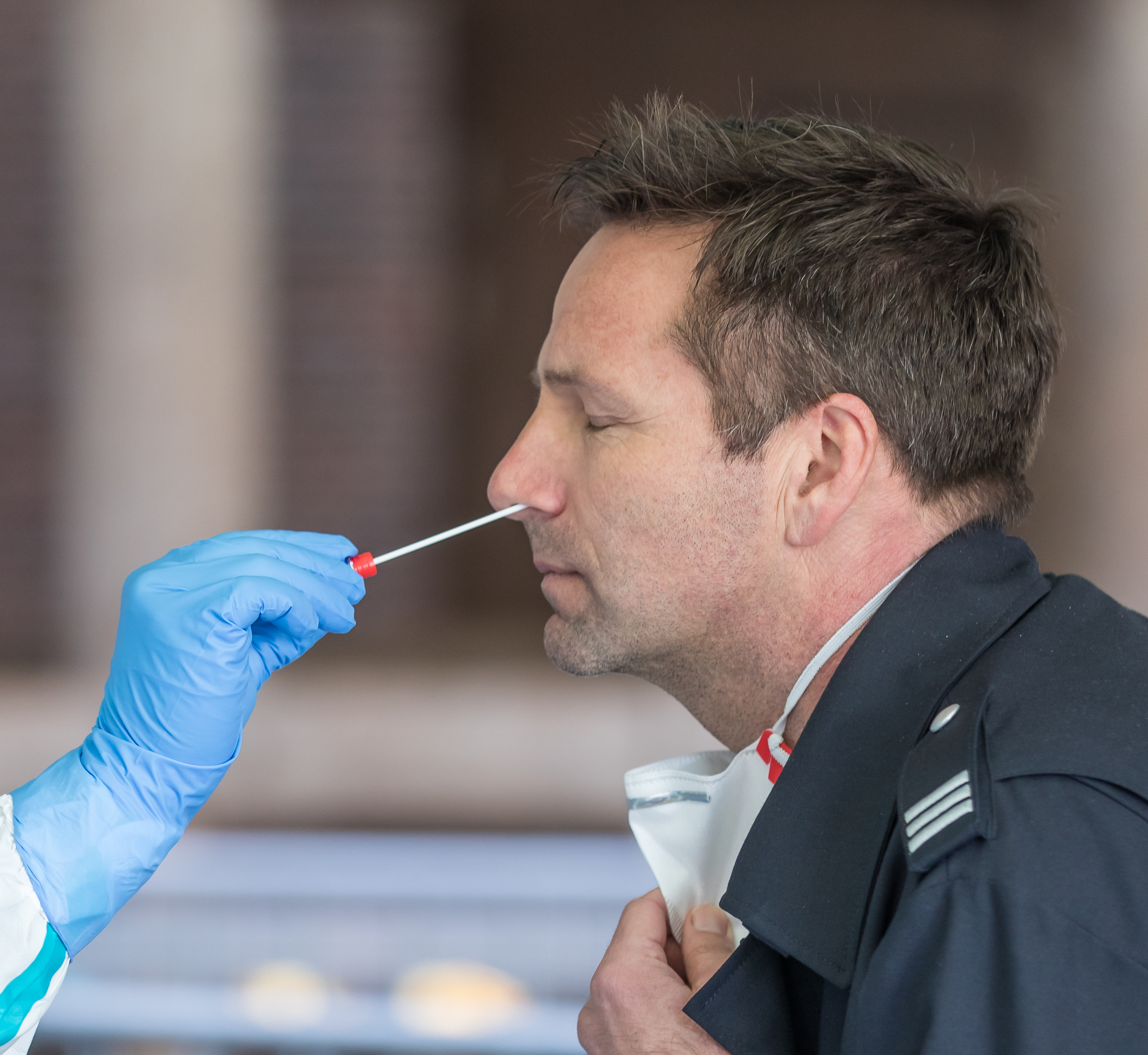
Test RT-PCR de dépistage de la COVID-19.

L'écouvillonnage nasopharyngé est un prélèvement de mucus pharyngé réalisé notamment dans le cadre des tests RT-PCR de dépistage de la Covid-19. Il consiste en l'introduction par le nez d'un écouvillon (coton-tige) pour atteindre la muqueuse du rhinopharynx.
L’introduction doit se faire parallèlement au palais et non vers le haut en direction des sinus. Pour éviter ce risque, le patient ne doit pas renverser sa tête complètement en arrière.
Pour les tests antigéniques, un simple écouvillonnage nasal suffit.

## Mode opératoire
Pour prélever l'échantillon, le préleveur doit demander respectueusement au patient de garder la tête droite, le menton parallèle au sol. L'écouvillon pénètre dans les fosses nasales par les narines, et en ressort en arrière par les choanes, en direction du nasopharynx. L'écouvillon est inséré horizontalement, pas verticalement.
Si le préleveur oriente son écouvillon de manière trop verticale, il peut blesser le patient et provoquer une brèche méningée en lésant la lame criblée de l'ethmoïde, ce qui peut, rarement, aboutir à une méningite, qui se manifestera par le biais d'un syndrome méningé, et éventuellement une rhinorrhée de LCR, provoquée par la brèche méningée.
Le préleveur déplace donc l'écouvillon horizontalement en longeant la base de la fosse nasale, jusqu'à atteindre le rhinopharynx (qui se trouve généralement à mi-distance entre l'aile du nez et l'avant de l'oreille).
On tourne ensuite doucement l'écouvillon sur place pour collecter les sécrétions puis on le laisse au contact quelques secondes. Enfin, l'écouvillon est retiré délicatement et placé dans le flacon de transport viral stérile, qui préserve l'échantillon jusqu'à son analyse,,.

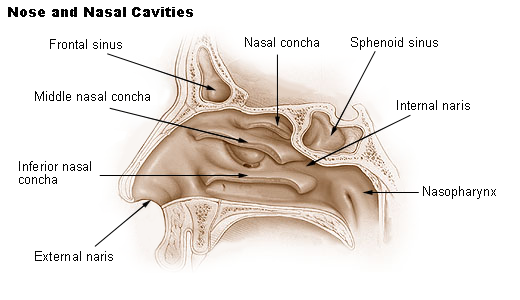
Vue sagittale de la cavité nasale.
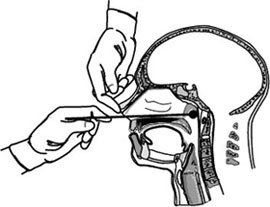
Orientation de l'écouvillon.